# 마크 캐번디시
마크 사이먼 캐번디시(영어: Mark Simon Cavendish MBE, 1985년 5월 21일~)는 영국의 사이클 선수이다. 도로 자전거 경기와 트랙 사이클링 두 종목 모두 활동하고 있으며, 도로 경기에서는 단거리 전문, 트랙 경기에서는 매디슨, 포인트레이스, 스크래치레이스에서 활동하고 있다. 자전거 경기 역사상 가장 위대한 스프린터 중 한 명으로 평가받으며, 2021년에는 투르 드 프랑스 대회 총감독인 크리스티앙 프뢰돔에게 사이클 역사상 가장 위대한 스프린터라는 찬사를 받았다.

## 서훈
- 2011년 대영 제국 훈장 5등급(MBE) 수훈[1]